# Mercedes-Benz EQE (homonymie)
Le nom Mercedes-Benz EQE désigne depuis 2022 une berline à batterie électrique (V 295) et un SUV à batterie électrique (X 294) qui sont disponibles auprès de Mercedes-Benz Group. Mercedes-Benz commercialise des modèles thermiques positionnés sur le même segment de marché, la Classe E et le GLE.

## Modèles de la gamme EQE

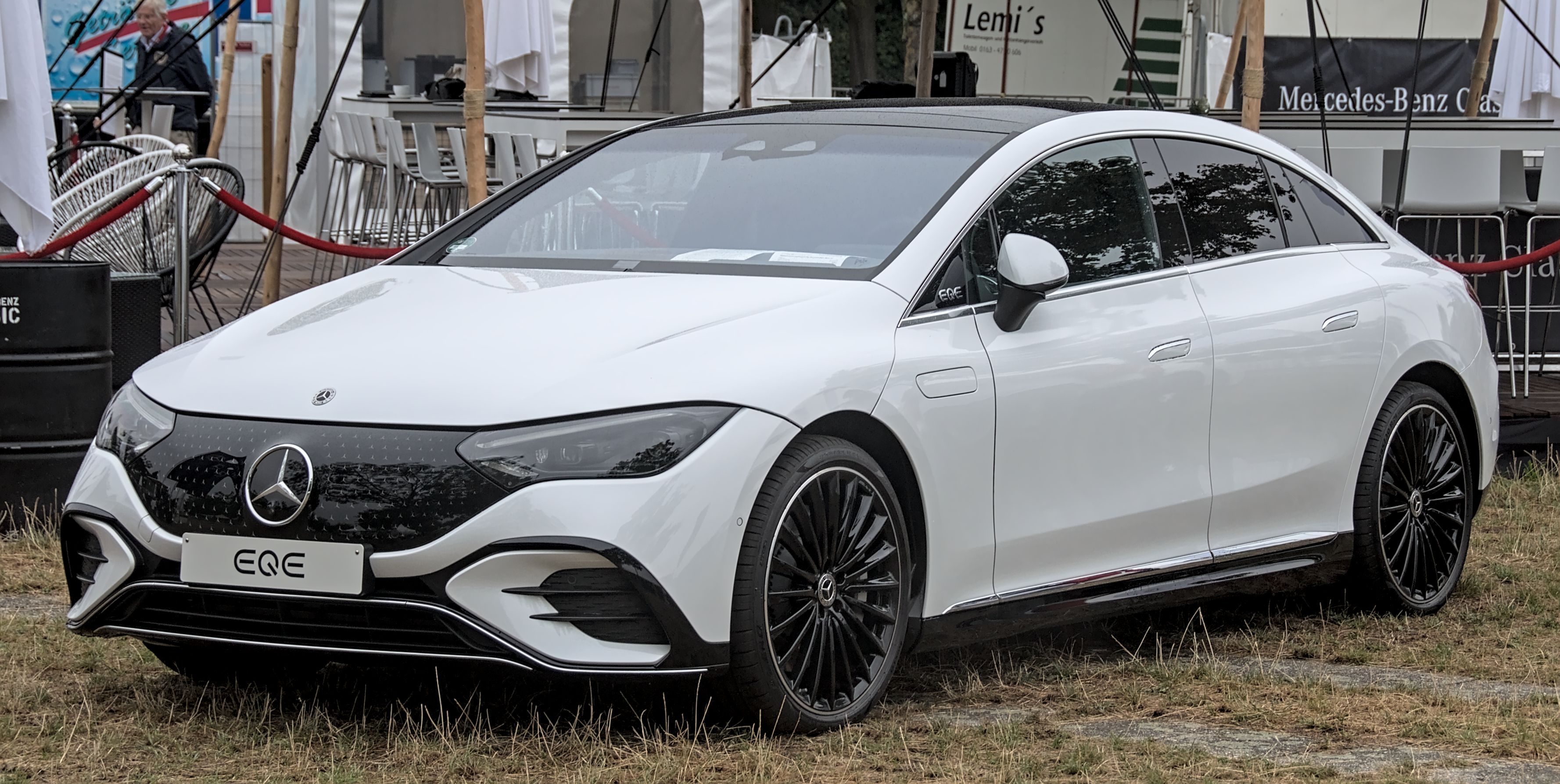
Mercedes-Benz V 295 (depuis 2022)
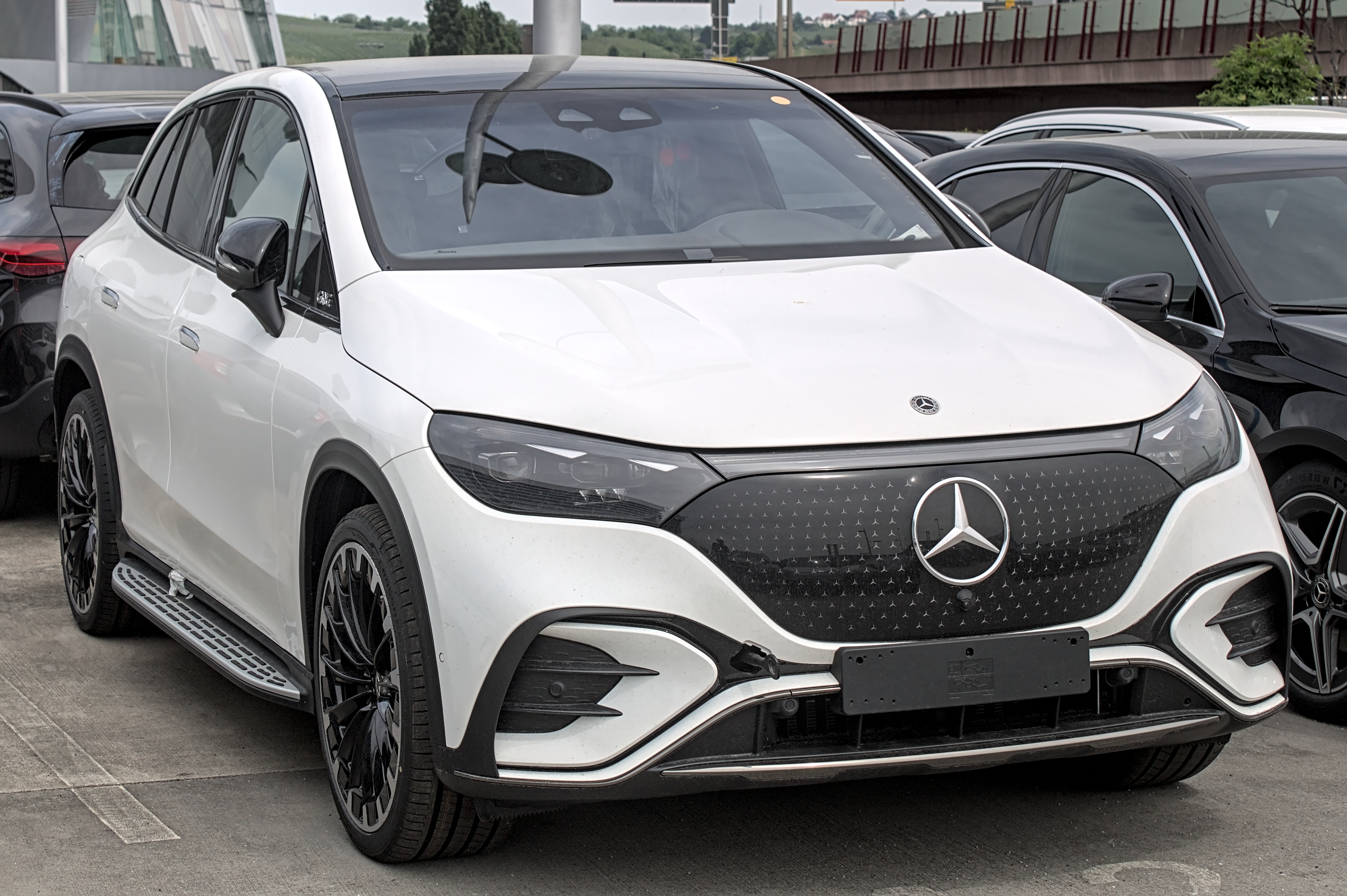
Mercedes-Benz X 294 (depuis 2022)